# Alcamo
Alcamo es un comune y localidad italiana de la provincia de Trapani, en la región de Sicilia. Tiene una población de 44 683 habitantes (ISTAT 2024). Se trata de la cuarta ciudad más grande de la provincia. Se sitúa en la frontera con la provincia de Palermo, a una distancia de 50 km de los municipios de Palermo y Trapani, y al pie del monte Bonifato. Tiene un área de 130,79 km². Tras Erice, es el segundo municipio con mayor densidad poblacional de la provincia de Trapani. Al norte limita con el mar Tirreno, al este con los municipios Balestrate y Partinico, al sur con Camporeale y al oeste con Calatafimi Segesta y Castellammare del Golfo. Su fracción más importante es Alcamo Marina, que tiene una distancia de aproximadamente 6 km del centro de la ciudad. Junto con otras municipalidades es parte de la Associazione Città del Vino, de los movimientos Pacto de los Alcaldes, Progetto Città dei Bambini, Rete dei Comuni Solidali y de las estrategias Basura cero y Patto Territoriale Golfo di Castellammare.

## Elementos identitarios

### Escudo de armas

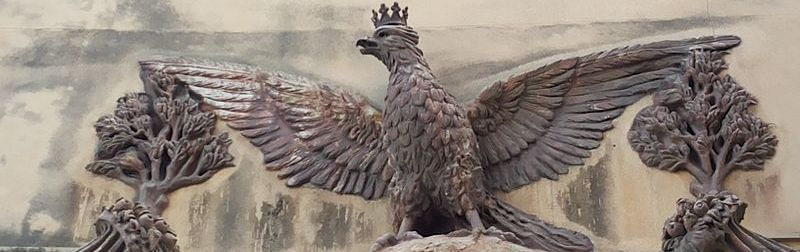
Estuco del escudo de Alcamo (1750), ubicado cerca de Porta Palermo.

El escudo de armas de Alcamo que se ha empleado desde el reino de Federico II comprende de un águila plateada con sus alas extendidas, que lleva una corona dorada, y que se yergue sobre tres montes, dos de estos rematados por dos robles dorados. Un relieve escultórico en piedra del escudo de armas está ubicado en una de las paredes laterales de la iglesia San Francesco d'Assisi, cerca de Porta Palermo. 

### Toponimia
Hay varios desacuerdos sobre la etimología del topónimo Alcamo. Una de las hipótesis relaciona el nombre actual a la palabra árabe al-qama, que significa tierra lodosa o tierra fértil. Otra suposición indica que Alcama se deriva del nombre del líder musulmán que probablemente fundó la ciudad en 828 a. C. y cuyo nombre era al-Qāmūq —en árabe القاموق—. Sin embargo muchos se oponen a esta hipótesis con el argumento de que Leo Africanos planteó esta teoría sin consultar ninguna fuente o documento que demuestre la veracidad de este hecho. De acuerdo a algunos expertos en la materia, el nombre Alcamo deriva de la palabra caccamu, una palabra en dialecto local que se refiere a una planta conocida como Citrullus colocynthis.

## Geografía

### Territorio
Alcamo está ubicada en el medio del golfo de Castellammare, a 258 m sobre el nivel del mar y al pie del monte Bonifato, un complejo calcáreo de 825 m de altura. A 500 m de altura —cerca de Funtanazza— se encuentra la reserva natural de monte Bonifato. El territorio de Alcamo incluye la fracción de Alcamo Marina, que es frecuentada mayormente en el periodo de verano como centro turístico.

### Clima
El clima de Alcamo es templado, con un invierno lluvioso en comparación con el verano. La temperatura promedio anual es de 16,9 °C, con temperaturas más altas en agosto (24, °C) y temperaturas más bajas en febrero (10.3 °C). El promedio de precipitación anual es de 558 mm. En particular, las lluvias son más escasa en julio (4 mm) y más abundantes en diciembre (83 mm).
| Parámetros climáticos promedio de Alcamo | Parámetros climáticos promedio de Alcamo | Parámetros climáticos promedio de Alcamo | Parámetros climáticos promedio de Alcamo | Parámetros climáticos promedio de Alcamo | Parámetros climáticos promedio de Alcamo | Parámetros climáticos promedio de Alcamo | Parámetros climáticos promedio de Alcamo | Parámetros climáticos promedio de Alcamo | Parámetros climáticos promedio de Alcamo | Parámetros climáticos promedio de Alcamo | Parámetros climáticos promedio de Alcamo | Parámetros climáticos promedio de Alcamo | Parámetros climáticos promedio de Alcamo |
| Mes                                      | Ene.                                     | Feb.                                     | Mar.                                     | Abr.                                     | May.                                     | Jun.                                     | Jul.                                     | Ago.                                     | Sep.                                     | Oct.                                     | Nov.                                     | Dic.                                     | Anual                                    |
| ---------------------------------------- | ---------------------------------------- | ---------------------------------------- | ---------------------------------------- | ---------------------------------------- | ---------------------------------------- | ---------------------------------------- | ---------------------------------------- | ---------------------------------------- | ---------------------------------------- | ---------------------------------------- | ---------------------------------------- | ---------------------------------------- | ---------------------------------------- |
| Temp. máx. abs. (°C)                     | 22                                       | 23                                       | 27.4                                     | 27                                       | 31.4                                     | 37.4                                     | 39.4                                     | 37.2                                     | 36.2                                     | 32.2                                     | 27.5                                     | 23.8                                     | 39.4                                     |
| Temp. máx. media (°C)                    | 13.7                                     | 13.8                                     | 15.3                                     | 17.2                                     | 21.8                                     | 25.9                                     | 29.1                                     | 29.8                                     | 26.2                                     | 22.7                                     | 18.2                                     | 14.8                                     | 20.7                                     |
| Temp. media (°C)                         | 11.4                                     | 10.8                                     | 12.2                                     | 14.2                                     | 18.3                                     | 22.2                                     | 25.3                                     | 26.1                                     | 23.1                                     | 19.7                                     | 15.8                                     | 12.5                                     | 17.6                                     |
| Temp. mín. media (°C)                    | 9.6                                      | 8.7                                      | 9.8                                      | 11.4                                     | 15.2                                     | 19                                       | 21.9                                     | 22.8                                     | 20.2                                     | 17.7                                     | 13.9                                     | 10.8                                     | 15.1                                     |
| Temp. mín. abs. (°C)                     | 0                                        | 0.1                                      | 0                                        | 0.1                                      | 0.1                                      | 7.3                                      | 10.9                                     | 13.4                                     | 10.6                                     | 8.4                                      | 0.4                                      | 0                                        | 0                                        |
| Lluvias (mm)                             | 47.3                                     | 41.2                                     | 38                                       | 45.4                                     | 18.4                                     | 18.7                                     | 4.8                                      | 40.8                                     | 54.4                                     | 81.4                                     | 70.4                                     | 114.1                                    | 574.9                                    |
| Días de lluvias (≥ 1 mm)                 | 1.5                                      | 1.5                                      | 1.2                                      | 1.5                                      | 0.6                                      | 0.6                                      | 0.2                                      | 1.3                                      | 1.8                                      | 2.6                                      | 2.3                                      | 3.7                                      | 18.8                                     |
| Días de nevadas (≥ 1 cm)                 | 0                                        | 0                                        | 0                                        | 0                                        | 0                                        | 0                                        | 0                                        | 0                                        | 0                                        | 0                                        | 0                                        | 0                                        | 0                                        |
| Fuente: Meoweather                       |                                          |                                          |                                          |                                          |                                          |                                          |                                          |                                          |                                          |                                          |                                          |                                          |                                          |

## Historia

### Prehistoria
A pesar de que existe poca información, hay evidencia de que el territorio de Alcamo estuvo habitado durante el periodo prehistórico. Uno de los primeros asentamientos se sitúa cerca de la contrada Molinello, donde existen restos arqueológicos que datan del periodo mesolítico, aproximadamente en el periodo de 9000-6000 a. C. También hay otros yacimientos cerca del río Fiume Freddo que pertenecen al neolítico y que fueron excavados bajo la dirección del arqueólogo Paolo Orsi (1899) y el marqués Antonio de Gregorio (1917). Uno de los descubrimientos más importantes es un hacha del neolítico que se exhibe en el Museo Paolo Orsi en Siracusa.

### Longuro y Longaricum
Según el poeta griego Licofrón se conoce que en la antigüedad existió un asentamiento llamado Longuro ubicado en el monte Bonifato. De acuerdo a una leyenda este asentamiento fue fundado por una colonia griega que escapó de la destrucción de la ciudad de Troya. 
Durante la época romana los habitantes de Longuro se trasladaron al pie de la montaña para poder realizar actividades agrícolas en los terrenos aledaños. La ciudad se llamó Longaricum; nombre que aparece en el texto Itinerario di Antonino Pio (siglo III a. C.) y que coincide con el nombre latino de Longuro.
Conforme a suposiciones se cree que los dos montes que aparecen en el confalón de Alcamo representan las ciudades de Longaricum y Longuro.

### Origen de Alcamo
Alcamo fue fundado en 828 por el líder musulmán al-Kamuk —posiblemente de donde proviene su nombre—, aunque otras fuentes ubican su origen alrededor del año 972.
El primer documento que menciona la existencia de Alcamo es de 1154, en donde se menciona su nombre en un pasaje escrito por el geógrafo bereber Al-Idrisi que obtuvo la orden del rey normando Roger II de Sicilia de recopilar mapas geográficos. Desde una distancia superior a una milla árabe, el autor describe la posición de Alcamo vista desde el castillo de Calatubo —hoy en día aún se puede apreciar desde la ciudad— y la define como un manzil, que es una aldea o grupo de casas con tierra fértil y un mercado próspero. Este poblado fue llamado Alqamah por los árabes. En un diario de un peregrino al-Ándalus, Ibn Yubair, se confirma el origen árabe de la ciudad, de hecho durante un viaje, de Palermo a Trapani, se detuvo en Alcamo y la describió como una beleda —ciudad— con mezquitas y un mercado cuyos habitantes eran de religión islámica.

### Edad Media

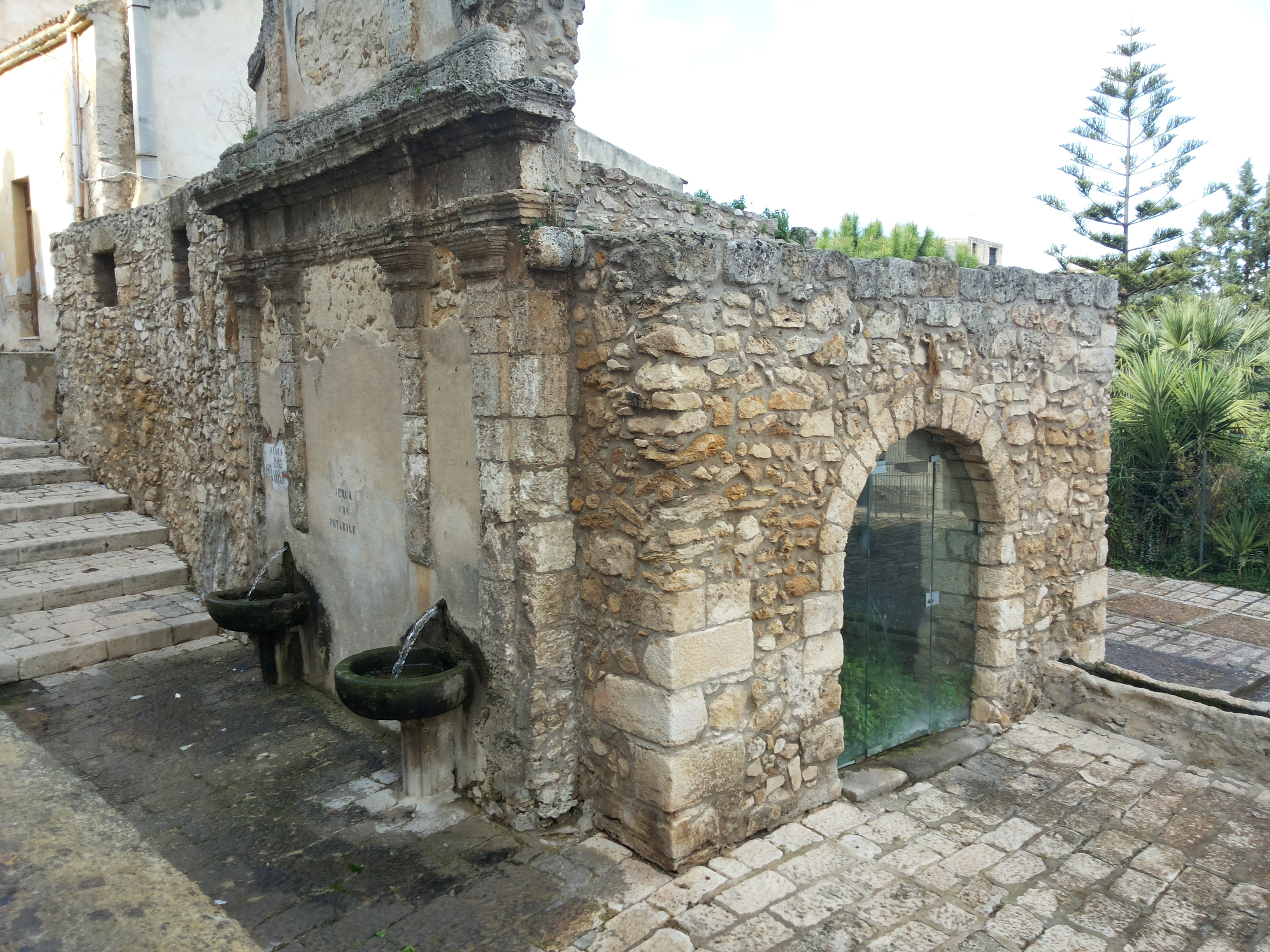
Fuente árabe.

Durante el Medioevo Alcamo estuvo habitada por musulmanes, cuyos números declinaron tras la conquista normanda de Sicilia, que inició en 1060. Alcamo se dividía en cuatro burgos conocidos como San Vito, San Leonardo, San Hipólito y San Nicolo del Vauso —que posteriormente se convirtieron en burgos feudales—. Después de varias revoluciones sarracenas entre 1221 y 1243, provocadas por el rey Federico II Hohenstaufen, con el objetivo de trasladar la población de origen árabe a una colonia en Lucera, muchos musulmanes se convirtieron al cristianismo y a su vez varios cristianos originarios de Bonifato se establecieron en Alcamo. En esta época nació el poeta famoso Cielo d'Alcamo. 
La ciudad pasó por las manos de diversos señores fudales, primero los Ventimiglia (de quienes aún se conservan los restos del castillo homónimo en la cima del monte Bonifato), después los condes de Módica (cuyo castillo permanece en buenas condiciones aunque fue recientemente restaurado). Durante el dominio de los Ventimiglia, los habitantes de la ciudad de Bonifato, posicionada al sur del monte homónimo, se transfirieron a Alcamo, cuya superficie de área se extendió a la parte noreste, cerca del Castillo de Alcamo, que estaba rodeada por una muralla.
En 1340 Raimondo Peralta adquirió el feudo y la baronía de Alcamo de Pedro II de Sicilia. Posteriormente la baronía pasó a su hijo Guglielmo Peralta Sclafani, más conocido como Guglielmone. Años después perteneció a la familia Ventimiglia —hasta alrededor de 1397—, después a Giaimo de Prades (1407), a la familia Cabrera, a la familia Speciale, al príncipe Pietro Balsamo de Roccafiorita (1628) y por último a José Álvarez de Toledo Osorio (1777).
En el siglo XIV, Alcamo tenía algunos miles de habitantes y cientos de estos habían inmigrado de diferentes partes de Sicilia e Italia —en particular Pisa, Amalfi, Bolonia, Calabria, Liguria— y algunos incluso de España. Durante este periodo, Antonello da Messina se trasladó a Alcamo por tres años —alrededor de 1438-1441— para aprender técnicas de curtido del maestro curtidor Guglielmo Adragna de Alcamo. De hecho en aquella época la ciudad fue un importante lugar de desarrollo para el comercio y las artesanías. En efecto, tenía un intercambio comercial masivo de trigo y vino con las ciudades aledañas y había artesanos expertos, en especial herreros, curtidores, panaderos y tejedores. En este siglo Alcamo era un importante centro de almacenamiento y distribución de trigo. En este periodo el escritor Giacomo Adragna transcribió Commentarii in Persium y Pietro d'Alcamo transcribió algunas de las obras de la biblioteca de San Martino.

### Época moderna

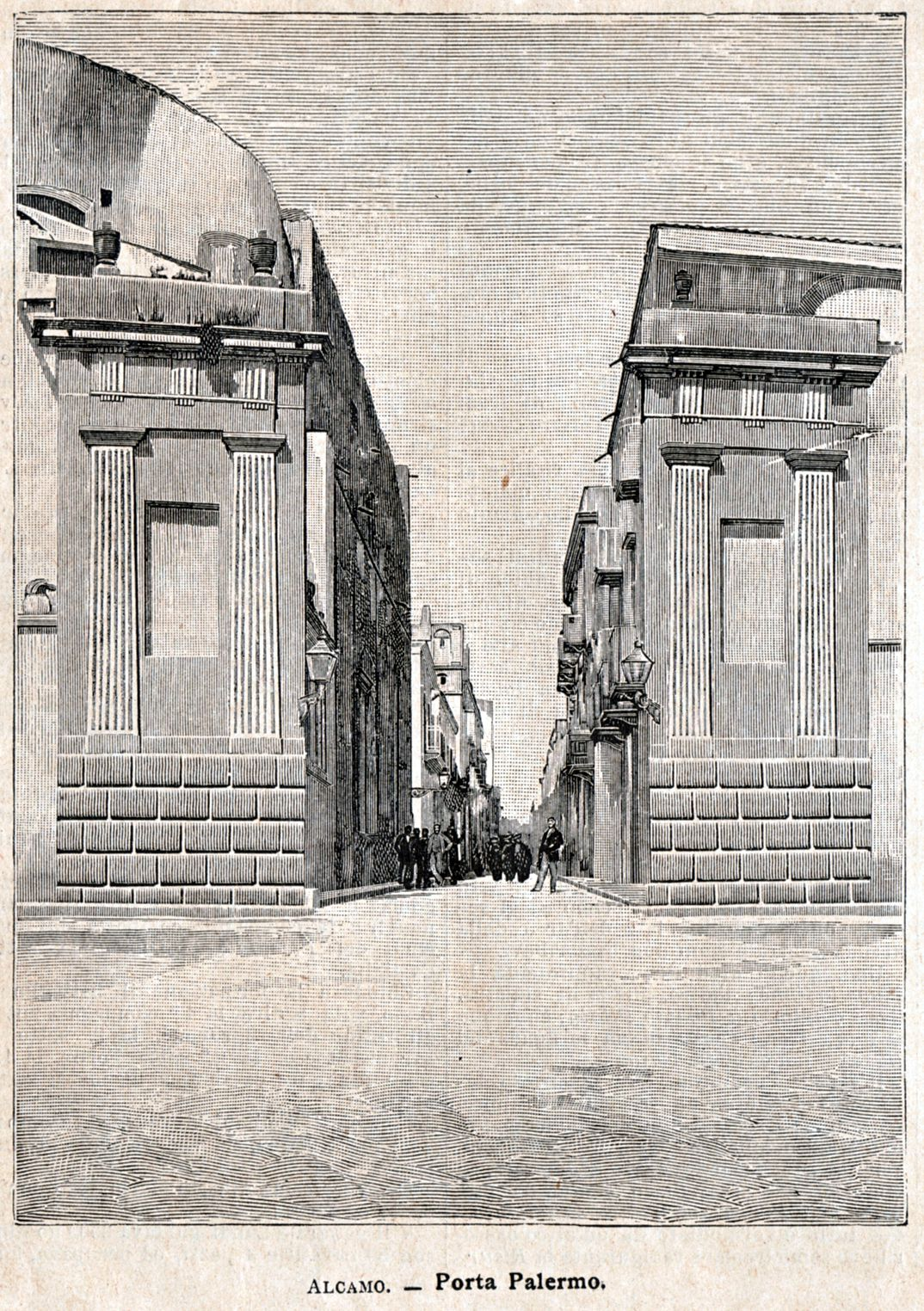
Grabado de Porta Palermo de 1900.

Alrededor del año 1500, Alcamo estaba bajo la jurisdicción del capitán de justicia Ferdinando Vega, que luchó contra las incursiones de los piratas turcos. La ciudad estaba rodeada de murallas defensivas provistas de cuatro puertas, conocidas como: Porta Palermo —posteriormente conocida como Porta Saccari—, ubicada al final de la actual avenida Rossotti; Porta Corleone, al final de la presente avenida Commendatore Navarra; Porta di Gesu, ubicada al frente de la iglesia Santa Maria di Gesù, junto al convento franciscano; y Porta Trapani —posteriormente conocida como Porta del Collegio—, al principio de la avenida Commendatore Navarra. Durante este periodo la ciudad fue dividida en cuatro distritos, cada uno asociado con el nombre de la iglesia ubicada en esa zona, los cuales fueron: San Giocomo de Spada, San Calogero, San Francesco d’Assisi —o Terra nuova— y Maggiore Chiesa.
La división entre estos distritos coincidía con las vías principales de la ciudad, las cuales en la actualidad corresponden al Corso VI Aprile y Via Rossotti y su continuación la vía Baroni Emanuele di San Giuseppe —llamada incorrectamente como Via Barone di San Giuseppe—.
En 1535, coincidiendo con la visita del emperador Carlos V, que retornaba de Túnez, la antigua Porta Trapani fue cerrada y se abrieron cuatro puertas, las cuales son: la nueva Porta Trapani, cerca del inicio del actual Corso VI Aprile —llamado antiguamente Corso Imperiale—, la nueva Porta Palermo —inicialmente conocida como Porta San Francesco— ubicada en la parte final del Corso VI Aprile; la Porta Stella, en la esquina entre Via Stella y Piazza Ciullo —este nombre se deriva del nombre de la iglesia Santa María de la Estrella (en italiano Madonna della Stella) que está ubicada cerca de ahí—, y finalmente Porta Nuova entre la actual Discesa al Santuario y Piazza della Libertà.
Durante el siglo XVI hubo un desarrollo en la educación de Alcamo debido a la construcción de nuevas escuelas y la presencia de reconocidos maestros como el poeta y erudito Sebastiano Bagolino (1562-1604). A finales del siglo XVI la población decayó debido a la peste y sus víctimas fueron enterradas en el cementerio Sant'Ippolito. 
En 1667 Mariano Ballo ordenó la construcción de un teatro, llamado teatro Ferrigno, que fue demolido y reconstruido en la década de los sesenta. Tras la reconstrucción fue bautizado como cine-teatro Euro y posteriormente teatro Cielo d'Alcamo.
En el siglo XVIII ocurrieron varias rebeliones populares y nuevamente la ciudad fue afectada por la peste. Sin embargo, hubo un desarrollo importante en el campo del arte, debido a la construcción de la Basílica de Santa Maria Assunta, que fue diseñada por los arquitectos Angelo Italia y Giuseppe Diamante. Entre 1736 y 1737 su interior fue decorado con 38 frescos del pintor flamenco Guglielmo Borremans. En el mismo periodo se renovaron las iglesias de Santa Olivia y la iglesia de Santi Paolo e Bartolomeo (1689) y se finalizó la construcción de la iglesia San Francesco di Paola (1699) junto con la monumental iglesia Collegio algunas décadas después (1767).
La población de la ciudad gradualmente se recuperó de la peste e incrementó a 13 000 habitantes en 1798.

### Época contemporánea

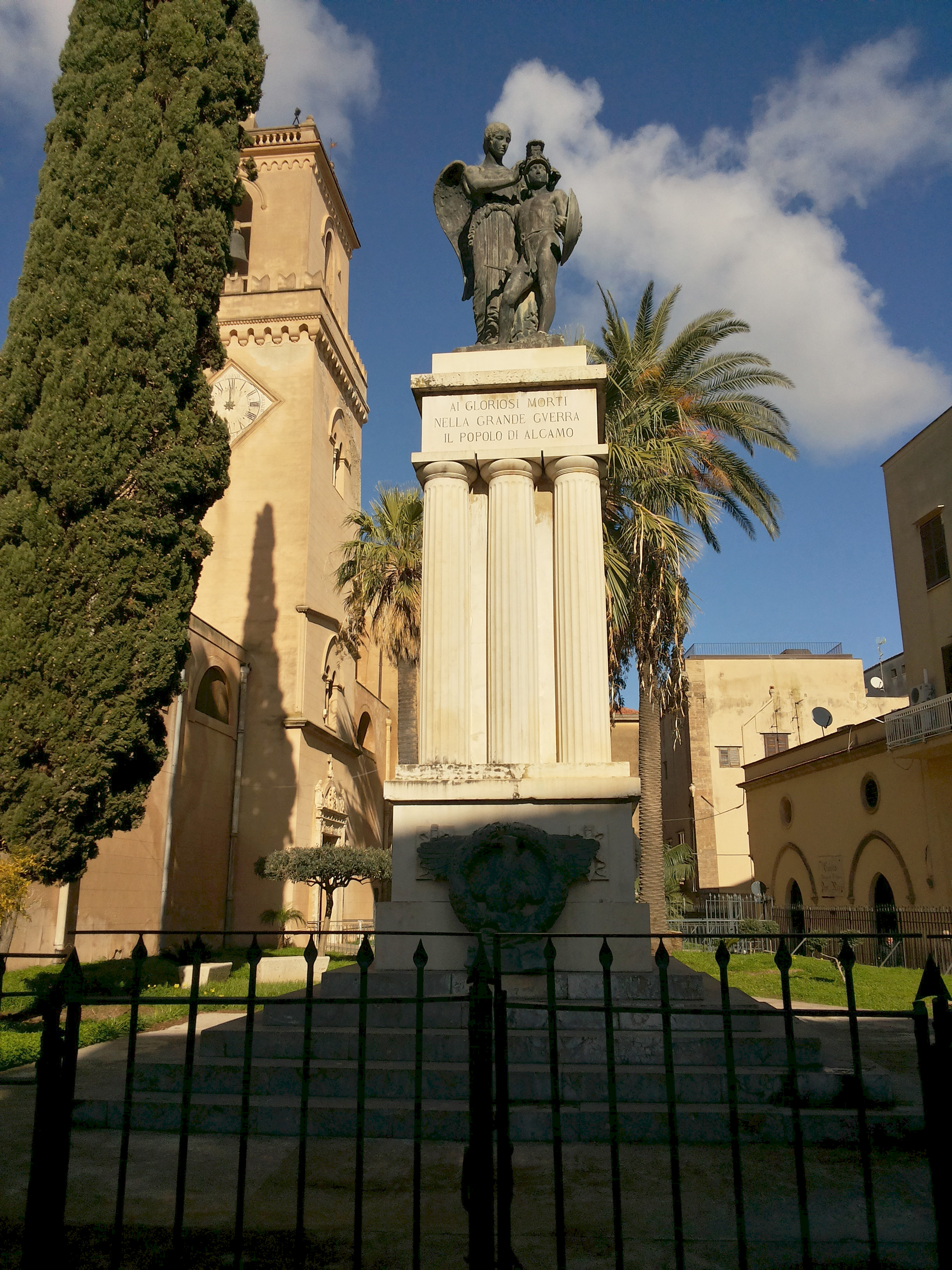
Monumento a los Caídos de la Primera Guerra Mundial (1915-1918), inaugurado en 1929.

Al principio del siglo XIX, el estatus feudal de Alcamo fue abolido (1812) y la ciudad pasó a ser posesión de la realeza. Los arzobispos Stefano Triolo Galfi y Giuseppe Virgilio, al igual que el barón Felice Pastore, fueron representantes de Alcamo en el parlamento siciliano. En 1820, durante una revuelta, ocurrieron diversos asesinatos, saqueos, la liberación de varios criminales de la prisión y un incendio en los archivos municipales. Nueve años después la población fue diezmada por cólera. En el año 1843 inició la construcción del ayuntamiento, en tierras de propiedad del barón Felice Pastore. 
Durante el Resurgimiento —Risorgimento— de Italia, los hermanos Giuseppe y Stefano Triolo —barones de Sant'Anna— junto a Giuseppe Coppola de Monte San Giuliano enlistaron en 1860 a varios ciudadanos de Alcamo para luchar en el bando de Giuseppe Garibaldi por la Unificación de Italia. Debido a este suceso, Corso Imperiale cambió su nombre a Corso VI Aprile, en memoria del día —6 de abril— en que los voluntarios empezaron a enlistarse en Alcamo. Al final del siglo XIX, exactamente en 1897, se inauguró el alumbrado público en la ciudad y unos años después Don Giuseppe Rizzo fundó el banco Cassa Rurale e Artigiana Don Rizzo (1902).
En los primeros años del siglo XX (1901-11) el número de habitantes de Alcama disminuyó abruptamente, en parte por la emigración de aproximadamente 36 728 sicilianos a otros países, en particular al continente americano, y posiblemente porque las estadísticas y censos recogidos en este año y los anteriores no eran confiables. Además en este periodo algunos cultivos se vieron afectados por una plaga de filoxera y dos instituciones bancarias, Cooperativa y Segestana, se declararon en bancarrota.
En la Primera Guerra Mundial alrededor de cuatrocientos ciudadanos de Alcamo fallecieron. El periodo tras el conflicto bélico se caracterizó por la pobreza causada por la inflación monetaria y el bandidismo organizado. En 1918 se estima que fallecieron quinientas personas debido a la gripe española. Durante la Segunda Guerra Mundial alrededor de 213 ciudadanos murieron o desaparecieron.
En 1930, en el transcurso del periodo fascista, los ciudadanos de Alcamo solicitaron al gobierno que se designara a su ciudad como capital de la provincia, pero su petición no fue otorgada. Sin embargo se construyeron importantes infraestructuras como: la estación de tren Alcamo Diramazione, el cine-teatro Marconi, el acueducto entre  Alcamo y Castellammare del Golfo (1922-1925), el reservorio de agua comunal en monte Bonifatto —conocido como bottino—, un dispensario de medicina preventiva y  anti-tuberculosis, una estación de policía, el edificio actual del colegio Cielo d'Alcamo.
El 19 de agosto de 1937 el líder fascista Benito Mussolini visitó Alcamo y realizó un desfile a través del Corso VI Aprile rodeado por sus simpatizantes. Su visita se debió a la inauguración de la línea de tren entre Trapani y Alcamo, que fue completada ese mismo año. Unas semanas después, Alcamo recibió la visita del príncipe Humberto II de Italia. El 21 de julio de 1943 las tropas estadounidenses ingresaron en Alcamo sin ninguna resistencia y liberaron la ciudad del fascismo italiano.
El 18 de diciembre de 1944, debido a la inestabilidad económica y social, hubo un levantamiento por parte de los ciudadanos de Alcamo quienes tomaron el ayuntamiento e incendiaron sus archivos. Desde 1960 el desarrollo urbanístico de Alcamo ha ocurrido en dirección a las faldas del monte Boniffato, esto se debe a la construcción de Viale Europa, una de las calles más importantes de la ciudad. 
A finales de la década de los ochenta e inicio de la década de los noventa hubo un enfrentamiento de mafias entre el clan Greco —relacionados con la familia Rimi— y los miembros de la mafia de Corleone liderados por Vicenzo Milazzo en el territorio de Alcamo. Salvatore Riina —conocido como Totò— ordenó a Milazzo eliminar a los miembros de la mafia antigua —en particular el clan Greco— y poner al mando solo hombre de su confianza. Decenas de personas murieron en un lapso de cinco años y al final prevaleció la mafia de Corleone. 
Entre 2010 y 2013, la ciudad de Alcamo fue considerada una de las ciudades más virtuosas de Italia debido a su eficaz recogida selectiva de basura.

## Demografía
Tiene una población de alrededor de 45 546 habitantes.
| Gráfica de evolución demográfica de Alcamo entre 1861 y 2011 |
|                                                              |
| Fuente ISTAT - Elaboración gráfica por parte de Wikipedia    |